# 慶円 (天台宗)
慶円（けいえん/きょうえん・慶圓、天慶7年（944年）- 寛仁3年9月3日（1019年10月3日））は、平安時代中期の天台宗僧侶。天台座主を務めた。「三昧座主」と称された。
藤原南家・播磨守藤原尹文の子で藤原実資の母方の叔父とされているが、他にも尹文の父である大納言藤原道明の子説や、尾張守藤原連実の子説などがある。

## 略歴
幼くして延暦寺に入り、喜慶に師事する。天暦8年（954年）に得度受戒を受ける。康保元年9月15日（964年）の勧学会に参加、長徳元年（995年）に内供としての功績が評価されて権律師に任ぜられ、長保2年（1000年）に権少僧都、2年後に大僧都に任ぜられる。寛弘8年（1011年）権僧正に任じられ、長和2年（1013年）1月14日に僧正、12月26日に大僧正に任じられる。翌長和3年（1014年）12月26日に第24代天台座主に補される。また、法性寺座主・普門院別当なども務めた。寛仁3年（1019年）8月13日に病気を理由に大僧正を辞任、9月3日に没する。
甥とされる藤原実資は「堪能人也」と評価して青年時代から慶円の元をしばしば訪れて庶子良円を託し、死の間際の8月23日には牛乳の服用を勧めるなど、生涯にわたって崇敬しており、彼の日記『小右記』には慶円の記事が多数見られる。また、藤原行成も慶円と親交が厚く、日記『権記』にも慶円の記事が登場する。更に一条天皇も長保5年（1003年）に当時4歳の媄子内親王の鼻の中に双六のさいころがはまる事故が発生した際に加持を行ってさいころを取り出し褒美を与えたことが『百練抄』に記されており、寛弘8年（1011年）に一条上皇が崩御直前に出家した際の戒師を務め、崩御の直前慶円の加持によって一時的に蘇生したことが上皇の崩御を看取った藤原行成が証言している（『権記』）。
ところが、当時の最大の権力者であった藤原道長とは不仲で、道長の日記『御堂関白記』には慶円が道長を「如讎敵」と見ていることが記されている。道長と慶円は当初の関係は良好であったが、長和元年（1012年）に道長が出家した息子顕信の受戒のために比叡山に馬で登ったことに延暦寺の僧侶・大衆が反発し、直後に道長が病気になった際に慶円がそのことに抗議して加持祈祷の修法を拒んだことが原因であったとされている。その後も慶円は三条天皇の病気回復のために祈祷するなど道長の権勢におもねらない姿勢を示したが、道長の外孫である後一条天皇及び敦良親王の病気回復の際に修法を行って以後は両者和解の方向に向かったという。